# لیومیوم تناسلی
لیومیوم تناسلی (انگلیسی: Genital leiomyoma) که با نام لیومیوم دارتوسی هم شناخته می‌شود، نوعی تومور خوش‌خیم است که از ماهیچه‌های دارتوس در ناحیهٔ تاسلی، هاله پستان یا نوک پستان نشأت می‌گیرد.